# Линч, Скотт
Скотт Линч (англ. Scott Lynch; род. 2 апреля 1978, Сент-Пол, США) — американский писатель-фантаст, известный циклом произведений «Джентльмены-ублюдки» (англ. Gentleman Bastard). Проживает вместе с женой в Нью-Ричмонде, Висконсин. Его первый роман Обманы Локки Ламоры (англ. The Lies of Locke Lamora) был куплен компанией Орион Букс (англ. Orion Books) в 2004 году и выпущен в августе 2006 года. Кроме писательской деятельности, Линч является добровольным пожарным, сертифицированным в Миннесоте и Висконсине.

## Премии
- 2007, Премия журнала «Мир фантастики» за Лучшее зарубежное фэнтези «Обманы Локки Ламоры»[3]
- 2007, British Fantasy Award. Премия им. Сиднея Дж. Баундса лучшему дебютанту[4]

### Интервью
- Interview with Scott Lynch by Pat’s Fantasy Hotlist, 21 June, 2006. (англ.)
- Video Interview with Scott Lynch on YouTube, 21 July, 2006. (англ.)
- Interview with Scott Lynch by Elbakin.net, 7 August, 2006. (англ.)
- Interview with Scott Lynch by Katharine Stubbs for Sentient Online, 21 September, 2009. (англ.)